# Pavilhão da Água

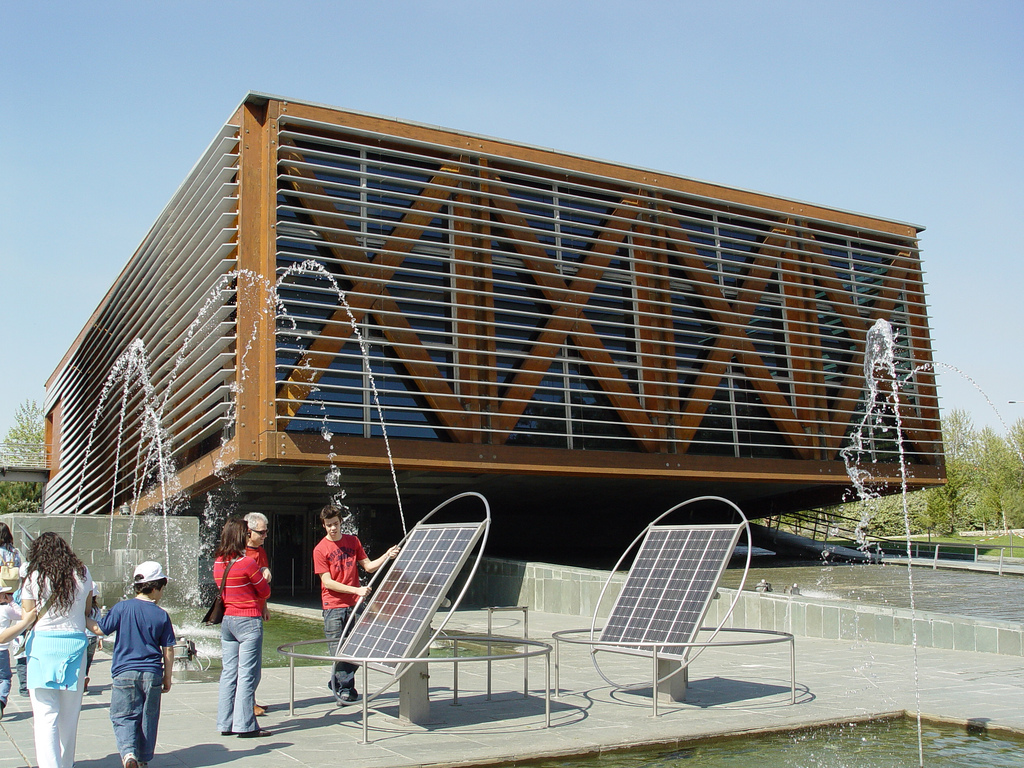
Pavilhão da Água, Parque da Cidade do Porto.

O Pavilhão da Água foi um dos pavilhões temáticos na Expo 98, em Lisboa. Com o fim desta, foi desmontado e reinstalado no Parque da Cidade do Porto, no Porto.
De propriedade da Câmara Municipal do Porto foi gerido pela Fundação Ciência e Desenvolvimento até a sua extinção. Atualmente é gerido pela Águas do Porto.
Está aberto ao público no Parque da Cidade desde 28 de Dezembro de 2002.
O Edifício, da autoria dos arquitectos Alexandre Burmester e José Carlos Gonçalves, foi projectado de forma a criar a ilusão de que está suspenso no ar e pensado para ser visitado de forma lúdica e cientifica.
No seu espaço, uma série de experiências procuram demonstrar a importância da água para a vida, as diversas formas de utilização da água e os diferentes meios ambientes nos quais a água está presente.
As surpresas são muitas: compor música, ver imagens em três dimensões através de ilusões de óptica, observar peixes e plantas num aquário gigante, assistir à formação de um tornado e de um ciclone, observar o comportamento das ondas, ver jactos de água de diferentes formas, conhecer criaturas microscópicas e aprender as diferentes fases do ciclo da água e quais as melhores formas para não as desperdiçar, são algumas delas.
Na envolvente ao pavilhão da água existem uma série de espelhos de água.
Desde 2007 com a criação de um novo espaço, o laboratório, o Pavilhão da Água realiza aniversários e laboratórios para Mini-Cientistas.
Em 2017, fechou para obras e foi totalmente renovado com o objetivo de melhorar o espaço físico e a área expositiva, reabrindo em 23 de março de 2019.
O "novo" Pavilhão da Água tem um conteúdo totalmente renovado. A visita feita de forma livre foi substituída por um percurso conceptualmente organizado, ao longo do qual o público descobre as várias etapas que compõem a nova organização das experiências. É dado um forte enfoque ao papel das Águas do Porto, empresa gestora do equipamento, onde será explicado o ciclo urbano da água.
Para além da criação de novos módulos de experiências, foram reenquadrados e redecorados os módulos existentes, para que mantenham uma imagem apelativa dentro do seu contexto.